# 切廖穆霍瓦亚河
切廖穆霍瓦亚河（俄語：Река Черёмуховая），前称大西南岔河（俄語：Река Да-Синанча），是滨海边疆区的河流，源起锡霍特山脉的中部，长45公里，在捷尔涅伊区注入吉吉托夫卡河。

## 引用
1. ↑  А·П·穆拉诺夫. . 列宁格勒: 气象出版社. 1966 （俄语）.
2. ↑  . 列宁格勒: 气象出版社 （俄语）.
3. ↑  Т·А·基谢尔科瓦娅. . 列宁格勒: 气象出版社. 1977 （俄语）.